# Латински куп
Латински куп је међународно клупско фудбалско такмичење, прво после Другог светског рата. То је био турнир у којем су учествовали клубови из Шпаније, Француске, Португала и Италије.
Турнир се играо сваке године, а играле су четири екипе. Пласман се бодовао тако што је први добијао четири поена, други три, трећи два и последњи један. После четири турнира, односно чеворогодишњег циклуса за победника је прогласила земља чији су клубови освојили највише поена.
Такмичење је одржано само у два циклуса. Први је одржан од 1949. до 1952, а други од 1953. до 1957.. У оба циклуса највише успеха су имали шпански клубови.

## Резултати
| Година | Домаћин                                   | Победник                                  | Резултат                                  | Други                                     | Трећи                                     | Резултат                                  | Четврти                                   |                                           |
| ------ | ----------------------------------------- | ----------------------------------------- | ----------------------------------------- | ----------------------------------------- | ----------------------------------------- | ----------------------------------------- | ----------------------------------------- | ----------------------------------------- |
| 1949   | Шпанија                                   | Барселона                                 | 2:1                                       | Спортинг Лисабон                          | Торино                                    | 5:3                                       | Ремс                                      |                                           |
| 1950   | Португалија                               | Бенфика                                   | 3:3 и 2:1                                 | Бордо                                     | Атлетико Мадрид                           | 2:1                                       | Лацио                                     |                                           |
| 1951   | Италија                                   | Милан                                     | 5:0                                       | Лил                                       | Атлетико Мадрид                           | 3:1                                       | Спортинг Лисабон                          |                                           |
| 1952   | Француска                                 | Барселона                                 | 1:0                                       | Ница                                      | Јувентус                                  | 3:2                                       | Спортинг Лисабон                          |                                           |
| 1953   | Португалија                               | Ремс                                      | 3:0                                       | Милан                                     | Спортинг Лисабон                          | 4:1                                       | Валенсија                                 |                                           |
| 1954   | није одржано због Светског првенства 1954 | није одржано због Светског првенства 1954 | није одржано због Светског првенства 1954 | није одржано због Светског првенства 1954 | није одржано због Светског првенства 1954 | није одржано због Светског првенства 1954 | није одржано због Светског првенства 1954 | није одржано због Светског првенства 1954 |
| 1955   | Француска                                 | Реал Мадрид                               | 2:0                                       | Ремс                                      | Милан                                     | 3:1                                       | Белененсес                                |                                           |
| 1956   | Шпанија                                   | Милан                                     | 3:1                                       | Атлетик Билбао                            | Бенфика                                   | 2:1                                       | Ница                                      |                                           |
| 1957   | Шпанија                                   | Реал Мадрид                               | 1:0                                       | Бенфика                                   | Милан                                     | 1:0                                       | Сент Етјен                                |                                           |

## Бодовање
| Циклус             | Године             | Шпанија | Италија | Португал | Француска |
| ------------------ | ------------------ | ------- | ------- | -------- | --------- |
| 1949-1952          |                    |         |         |          |           |
| 1949               | 4                  | 2       | 3       | 1        |           |
| 1950               | 2                  | 1       | 4       | 3        |           |
| 1951               | 2                  | 4       | 1       | 3        |           |
| 1952               | 4                  | 3       | 2       | 1        |           |
| Укупно             | Укупно             | 12      | 10      | 10       | 8         |
| 1953-1957          |                    |         |         |          |           |
| 1953               | 1                  | 3       | 2       | 4        |           |
| 1955               | 4                  | 2       | 1       | 3        |           |
| 1956               | 3                  | 4       | 2       | 1        |           |
| 1957               | 4                  | 2       | 3       | 1        |           |
| Укупно             | Укупно             | 12      | 11      | 8        | 9         |
| Укупно оба циклуса | Укупно оба циклуса | 24      | 20      | 17       | 19        |

## Табела успешности клубова
(Прва цифра освојени поени, друга број учешћа)
- Милан 15 / (5)
- Бенфика 9 / (3)
- Реал Мадрид 8 / (2)
- Барселона 8 / (2)
- Рен 8 / (3)
- Спортинг Лисабон 7 / (4)